# Pelle Svanslös i Amerikatt
Pelle Svanslös i Amerikatt – szwedzki film animowany z 1985 w reżyserii Jana Gissberga oraz Stiga Lasseby’ego. Film został oparty na podstawie książek Gösty Knutssona o przygodach Filonka Bezogonka.

## Obsada (głosy)
- Erik Lindgren – jako Pelle Svanslös
- Ewa Fröling – jako Maja Gräddnos
- Ernst-Hugo Järegård – jako Mans
- Carl Billquist – jako Bill
- Björn Gustafson – jako Bull
- Stellan Skarsgård – jako Pelle Swanson
- Mille Schmidt jako Filadelfiafille
- Agneta Prytz – jako Gammel-Maja
- Lena-Pia Bernhardsson – jako Gullan z Arkadii
- Charlie Elvegård – jako Laban z Observatorielunden
- Åke Lagergren jako Murre z Skogstibble
- Nils Eklund – jako Rickard z Rickombergi
- Jan Sjödin – jako Fritz
- Gunilla Norling – jako Frida
- Hans Lindgren – jako Skolvaktmästare/Snickare
- Jan Nygren – jako Lodjuret
- Eddie Axberg jako Råtta

## Daty premier[3]
Szwedzka premiera Pelle Svanslös i Amerikatt miała miejsce 14 grudnia 1985. Poniżej przedstawiono daty premier w innych państwach.
- Dania: 22 marca 1986
- Finlandia: 28 marca 1986
- Węgry: 3 grudnia 1987
- Niemcy Zachodnie: 10 grudnia 1987 (premiera wideo)
- Kanada: 23 grudnia 1989 (premiera TV)
- Francja: 11 kwietnia 1990
- Hiszpania: 20 czerwca 2003

## Tytuły[3]
- Dania: Pelle Haleløs i Amerikat
- Finlandia: Pekka Töpöhäntä Amerikassa
- Francja: 	Polo en Amérique
- Hiszpania (kataloński tytuł): El gat sense por
- Na całym świecie (angielski tytuł): Peter-No-Tail in America
- Niemcy Zachodnie: Pelle auf großer Fahrt
- Niemcy Zachodnie (tytuł TV): Pelle Ohneschwanz auf großer Fahrt
- Norwegia: Pelle Svansløs i Amerikatt
- Węgry: Kurta farkú Peti cica Amerikában